# Christine e Léa Papin
Christine Papin (8 de março de 1905 – 18 de maio de 1937) e Léa Papin (15 de setembro de 1911 – 1982 ou 24 de julho de 2001) foram duas empregadas domésticas francesas que assassinaram a esposa e a filha de seu empregador em Le Mans, França, em 2 de fevereiro de 1933. Este incidente teve uma influência significativa sobre os intelectuais franceses Jean Genet, Jean-Paul Sartre e Jacques Lacan, que procuraram analisá-lo, e foi considerado por alguns como um símbolo da luta de classes. O caso inspirou uma série de filmes e peças de teatro.

## Biografia
Nascidas em Le Mans, capital do Condado de Maine, eram filhas de Clémence Derré e Gustave Papin. A família já possuía um histórico turbulento. Dizia-se que enquanto Clémence ainda namorava com Gustave, ela estaria tendo um caso com seu patrão. Porém, quando ela engravidou, Gustave se casou com ela em outubro de 1901. Cinco meses depois, nasceria Emilia, a filha mais velha do casal. Acreditando que Clémence teria um caso com seu patrão, Gustave arrumou emprego em outra cidade e obrigou a família a se mudar. Clémence disse que preferia cometer suicídio a deixar Le Mans. O casamento começou a degringolar a partir daí. Gustave começou a beber. Quando Emilia tinha entre 9 e 10 anos de idade, Clémence a mandou para um orfanato católico, onde se descobriu sinais de abuso e estupro na criança, que depois foi enviada para um convento, onde se tornou freira.
Christine nasceu em 8 de março de 1905 e foi dada a um casal de tios logo após o nascimento. Com ela viveu por sete anos até entrar para um orfanato católico, onde acreditava ter recebido o chamado para ser freira. Clémence proibiu, obrigando a filha a procurar um emprego. Quem a conhecia descrevia Christine como uma mulher trabalhadora, uma boa cozinheira, mas em alguns momentos insubordinada.
Léa nasceu em 15 de setembro de 1911, dada para um tio do lado materno logo após o nascimento, com quem ela viveu até sua morte. Depois disso ela foi viver em um orfanato católico até os 15 anos de idade, momento em que poderia procurar por emprego. Léa era descrita como quieta e introvertida, porém bastante obediente. Era considerava menos inteligente do que a irmã Christine. As irmãs logo se tornariam empregadas em várias casas da cidade de Le Mans e preferiam trabalhar juntas sempre que possível.
Em 1926, Christine e Léa arrumaram um emprego como empregadas no número 6 da rua Bruyére, na casa da família Lancelin, onde moravam René Lancelin, procurador aposentado, sua esposa, Léonie e a filha mais nova do casal, Genevieve. A filha mais velha dos Lancelin já era casada. Alguns anos depois de Christine e Léa terem começado a trabalhar para a família, Léonie entrou em depressão e as irmãs se tornaram o alvo preferido das crises da patroa, ainda que fossem elogiadas pelo trabalho duro e pela limpeza.[carece de fontes?] Os abusos pioraram a ponto de Léonie bater a cabeça das irmãs contra a parede.

## Os assassinatos

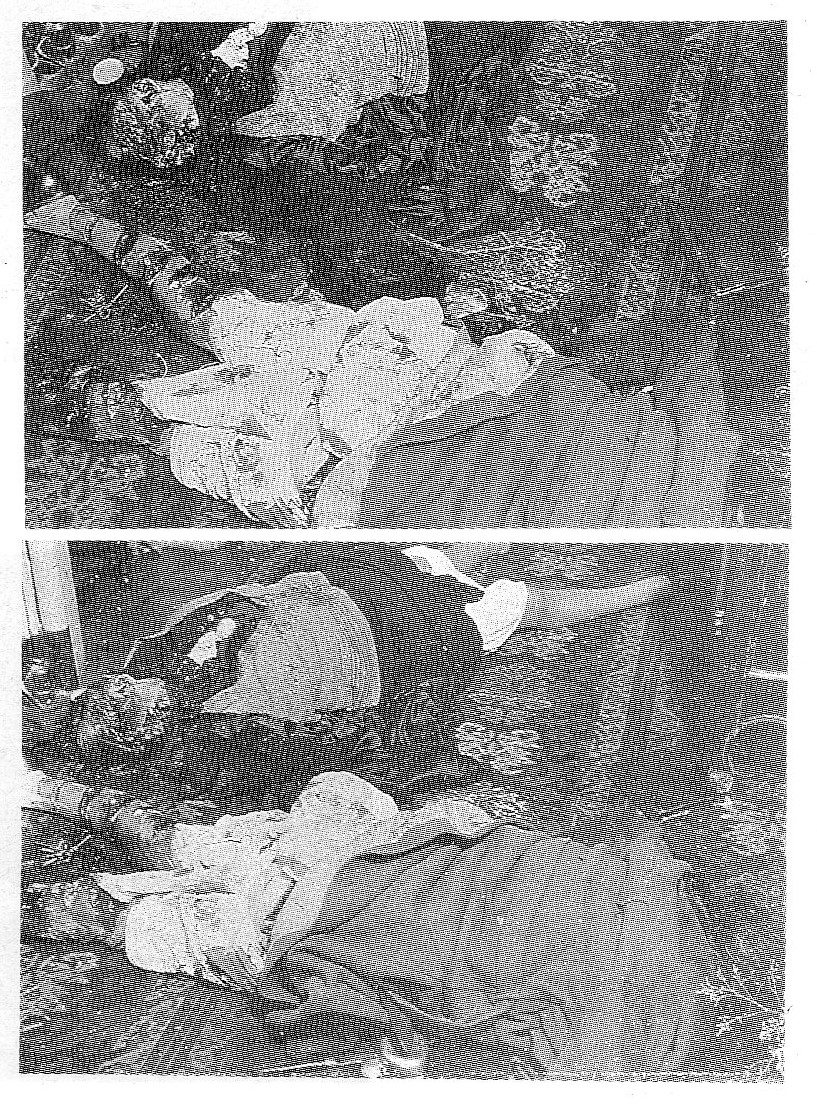
Corpos das vítimas.

Na noite de 2 de fevereiro de 1933, uma quinta-feira, René Lancelin levaria Léonie e Genevieve para jantar na casa de uns amigos. Mãe e filha saíram para fazer compras naquele dia e quando voltaram para casa no horário da tarde, encontraram a residência às escuras. As irmãs Papin explicaram que a eletricidade tinha caído porque Christine tinha usado o ferro de passar. Léonie ficou furiosa e atacou as irmãs no primeiro andar da casa. Christine então acertou Léonie na cabeça com um jarro pesado. Genevieve partiu para cima das irmãs para proteger sua mãe.[carece de fontes?] Christine reagiu atacando os olhos da jovem. Em algum momento Christine ordenou a Léa que arrancasse os olhos de Léonie, o que ela obedeceu. Christine correu até a cozinha onde pegou uma faca e um martelo. Ao voltar para onde estavam as Lancelin, o ataque continuou em um frenesi que durou cerca de meia hora.
Quando o senhor Lancelin voltou para casa, encontrou tudo às escuras. Presumiu que a esposa e a filha teriam ido para o jantar mais cedo e assim seguiu para a casa dos amigos sozinho. Ao chegar na residência, percebeu que a família também não estava lá. René voltou para sua casa com seu cunhado por volta das 19 horas, descobrindo que apenas o quarto das irmãs tinham iluminação. Suspeitando que algo estava errado, eles foram até a delegacia mais próxima e voltaram na companhia de policiais, que adentraram a residência, onde descobriram os corpos de Léonie e sua filha.
Mãe e filha foram agredidas a ponto de ficarem irreconhecíveis. Léonie teve seus olhos arrancados e sua echarpe estava amarrada em volta do pescoço. Um dos olhos de Genevieve foi encontrado embaixo de seu corpo, o outro perto da escada. Imaginando que as irmãs Papin pudessem ter sofrido o mesmo destino, o policial continuou pelas escadas até encontrar a porta do quarto das irmãs trancada. Depois de bater e não receber resposta, ele chamou um chaveiro para abrir a porta. Lá dentro encontraram as irmãs Papin nuas, abraçadas na cama[carece de fontes?], enquanto um martelo ensanguentado, com alguns fios de cabelo ainda grudados, jazia numa cadeira ao lado. Perguntadas sobre os assassinatos, elas admitiram, ainda que não soubessem o motivo de os terem cometido.

## Julgamento e sentença

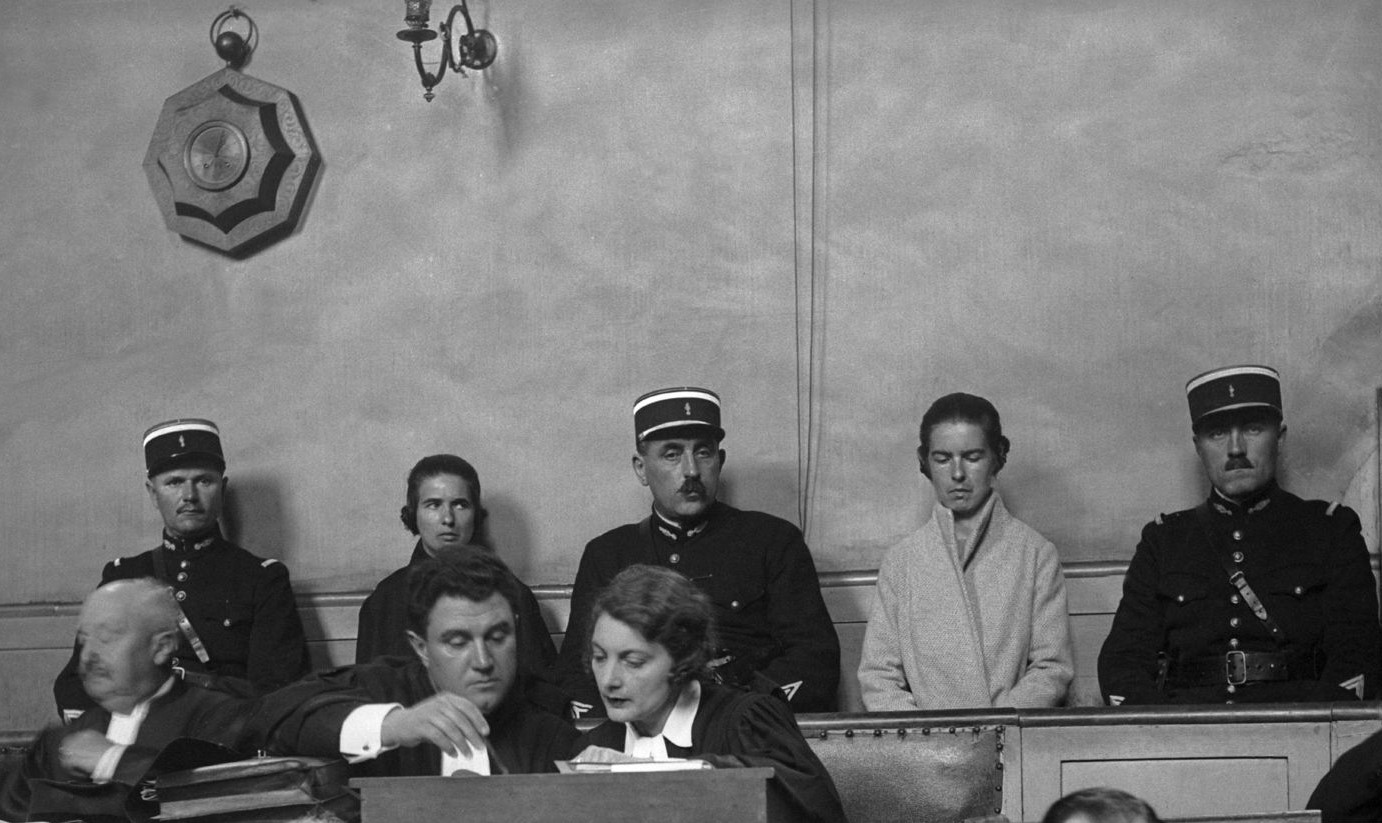
As irmãs Papin em seu julgamento em 1933

Na prisão as irmãs ficaram separadas uma da outra. Christine ficou bastante irritada por não poder ver nem falar com a irmã Léa, o que levou os oficiais da prisão a permitir que as irmãs se vissem. O fato de terem sido encontradas nuas e abraçadas na cama levou a opinião pública e a polícia a acreditar que as irmãs mantinham um relacionamento lésbico e incestuoso. Em julho de 1933, Christine teria sofrido um surto onde tentou arrancar os próprios olhos, e foi colocada em uma camisa de força. No julgamento, ela admitiu ao juiz que passou por um episódio semelhante no dia dos crimes e que isso teria levado aos crimes.
O tribunal indicou três médicos para aplicar testes psicológicos nas irmãs para determinar seu estado mental. Eles concluíram que as irmãs não tinham problemas mentais e atestaram que eram sãs, ainda que um relatório médico dado em setembro de 1933 indicasse um histórico de doenças mentais na família. O tio tinha se suicidado, enquanto um primo vivia em um manicômio. Eles também acreditavam que o afeto de Christine por Léa era baseado em laços familiares e não em um relacionamento incestuoso.
O juri levou apenas 40 minutos para determinar se as irmãs Papin eram ou não culpadas pelo crime. Acreditando que Léa estava sob influência da irmã no momento dos assassinatos, ela foi sentenciada a 10 anos de prisão. Christine foi inicialmente sentenciada à morte pela guilhotina, porém a pena foi revertida para prisão perpétua posteriormente.

## Morte
As irmãs foram enviadas para prisões diferente, porém a separação de Léa levou o estado mental de Christine a se deteriorar rapidamente. Ela tinha episódios de depressão profunda e greve de fome e assim ela foi transferida para um manicômio judiciário em Rennes, na região da Bretanha, onde poderia ter ajuda profissional. Ela continuou incapaz de comer ou beber e morreu de inanição em 18 de maio de 1937, aos 32 anos.
Léa foi libertada depois de cumprir 8 anos de prisão por bom comportamento. Após sua soltura, em 1941, ela foi morar com a mãe na cidade de Nantes, onde assumiu uma nova identidade e passou o resto da vida trabalhando como camareira em um hotel. Alguns relatos indicam que ela teria morrido em 1982. Porém o cineasta Claude Ventura teria descoberto que Léa vivia em um asilo na França em 2000 enquanto produzia seu filme baseado no caso, En Quête des Soeurs Papin (Em busca das Irmãs Papin). A mulher alegava ser Léa e estava parcialmente paralisada e sem condição de falar devido a um AVC. A idosa morreu em 2001.
Ainda que tenham sido declaradas sãs para o julgamento, psicólogos ainda debatem sobre o diagnóstico. Acredita-se que as irmãs sofriam de algum tipo de desordem paranoica ou até mesmo esquizofrenia paranoica, onde pessoas em grupo ou duplas se isolam do mundo e de outras pessoas, desenvolvendo uma paranoia compartilhada onde a personalidade dominante controla a mais fraca. Acredita-se que Léa fosse totalmente dominada pela personalidade da irmã, de quem seguia ordens. Se realmente fosse esquizofrenia, que se manifesta no final da adolescência, por volta dos 20 anos de idade, não havia tratamento psiquiátrico para as irmãs na época dos crimes. Léa não demonstrou sinais de desordem psiquiátrica, sendo descrita como tímida, introvertida, inclinada a ataques de pânico sob estresse, tendo sua personalidade completamente suprimida pela personalidade da irmã. Um empregador teria sugerido à mãe das irmãs Papin que distanciasse Léa de Christine, pois esta seria uma má influência para a mais nova.

## Legado
Os crimes causaram um grande impacto na França, sendo ainda hoje muito discutida pela comunidade científica e pela mídia. Alguns intelectuais chegaram a sugerir que o crime fora motivado pela luta de classes, devido à exploração das irmãs em longas jornadas de trabalho, cerca de 14 horas ao dia, com quase ou nenhuma folga semanal.
A peça do dramaturgo francês Jean Genet, Les Bonnes, acredita-se ter sido inspirada no caso das irmãs Papin, ainda que Jean diga que não procede. A peça por sua vez fala sobre duas irmãs e empregadas domésticas que estão infelizes com sua vida, e que odeiam sua patroa como reflexo dessa insatisfação.